# فینال جام یوفا ۱۹۸۴
فینال جام یوفا ۱۹۸۴، رقابت پایانی جام یوفا در سال ۱۹۸۴ میلادی است که مابین دو تیم باشگاه فوتبال تاتنهام و باشگاه فوتبال اندرلشت برگزار شده‌است.
این مسابقه که در تاریخ‌های ۹ مه ۱۹۸۴ و ۲۳ مه ۱۹۸۴ انجام شده‌است در مجموع با نتیجه ۲ بر ۲ به پایان رسید. در ضربات پنالتی باشگاه فوتبال تاتنهام با نتیجه ۴ بر ۳ به پیروزی رسید.